# Anangu Pitjantjatjara
Anangu Pitjantjatjara är en region i Australien. Den ligger i delstaten South Australia, omkring 1 100 kilometer nordväst om delstatshuvudstaden Adelaide. Antalet invånare är 2 734. Inom regionen ligger flygplatsen Amata Airport.
Omgivningarna runt Anangu Pitjantjatjara är i huvudsak ett öppet busklandskap. Trakten runt Anangu Pitjantjatjara är nära nog obefolkad, med mindre än två invånare per kvadratkilometer. Genomsnittlig årsnederbörd är 211 millimeter. Den regnigaste månaden är november, med i genomsnitt 31 mm nederbörd, och den torraste är augusti, med 2 mm nederbörd.